# شي ساليناس
شي ساليناس (بالإنجليزية: Shea Salinas)‏ (24 يونيو 1986 بلوبوك في الولايات المتحدة - ) هو لاعب كرة قدم أمريكي في مركز الوسط. لعب مع سان خوسيه إيرثكويكس وفانكوفر وايتكابس وفيلادلفيا يونيون وتشارلستون بيتري وNorth Carolina Fusion U23 ‏ وDFW Tornados ‏ ونادي بان.

## وصلات خارجية
- شي ساليناس على موقع الدوري الأمريكي (الإنجليزية)
- شي ساليناس على موقع قاعدة بيانات كرة القدم.إي يو (الإنجليزية)
- شي ساليناس على موقع Soccerbase.com (لاعب) (الإنجليزية)
- شي ساليناس على موقع Soccerway.com (الإنجليزية)
- شي ساليناس على موقع عالم كرة القدم.نت (الإنجليزية)
- شي ساليناس على موقع AS.com (الإسبانية)